# Deipilo (figlio di Polimestore)
Nella mitologia greca,  Deipilo  era il nome di uno dei figli di Polimestore e di  Iliona, la figlia maggiore di Ecuba a Priamo, il cui mito fu trattato nella omonima tragedia di Pacuvio.

## Il mito
Polimestore sposò una delle tante figlie di Priamo, il re di Troia.  Ricevette come dono di nozze un valido aiuto, il fratello della moglie, Polidoro, che anche se ancora piccolo, doveva difenderlo dall'imminente guerra di Troia. Iliona temendo suo marito decise di scambiare suo figlio con suo fratello. Polimestore all'insaputa dei suoi parenti ottenebrato da promesse da parte dei greci decise di uccidere Polidoro non sapendo dello scambio alla fine uccise Deipilo.

### Fonti antiche
- Igino, Fabulae 109
- Omero, Iliade, libro V, 325
- Anna Ferrari, Dizionario di mitologia, Litopres, UTET, 2006, ISBN 88-02-07481-X.